# Grabstätte Heinemann (Mönchengladbach)

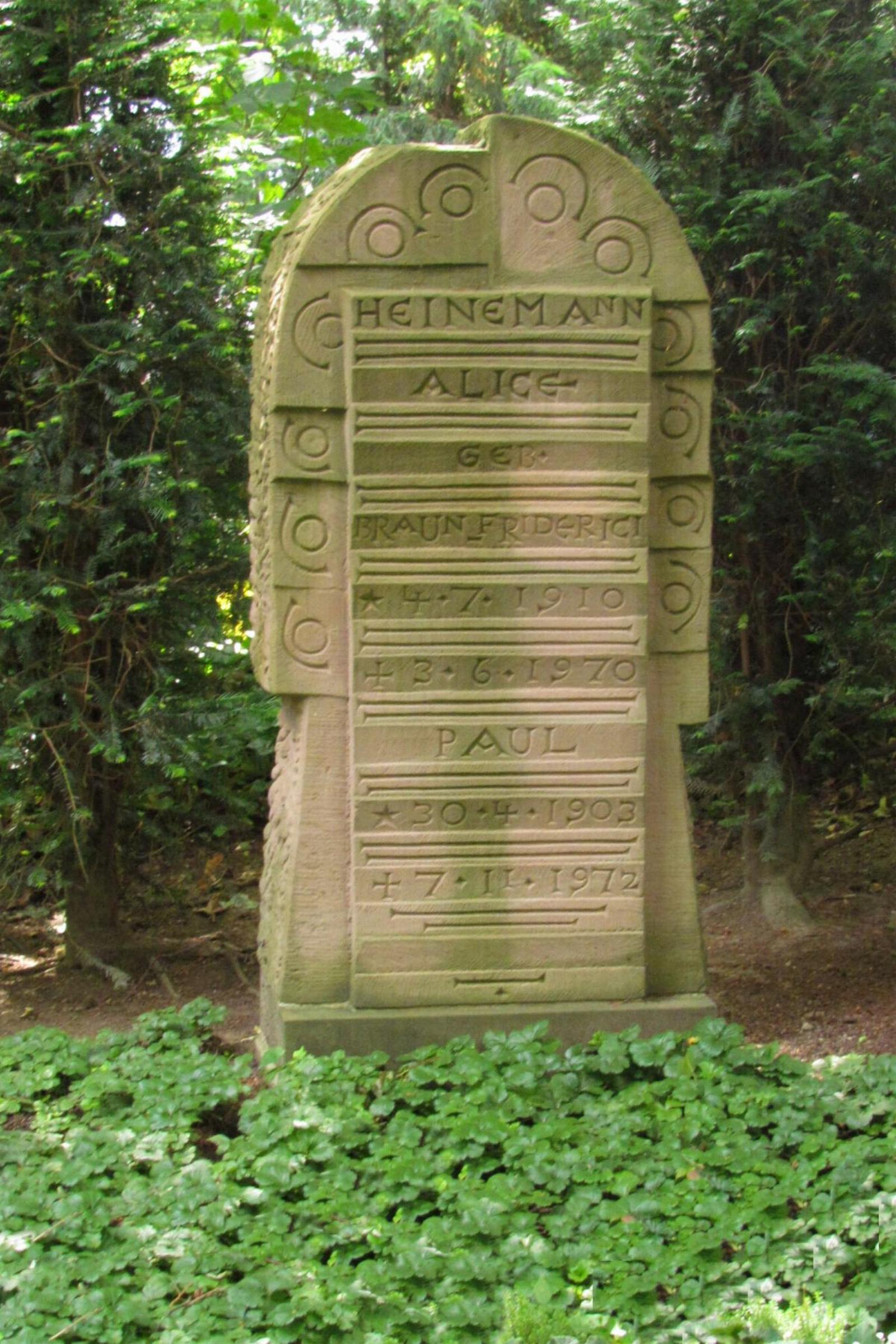
Grabstein Heinemann (2014)

Die Grabstätte Heinemann befindet sich in Mönchengladbach (Nordrhein-Westfalen) auf dem Städtischen Hauptfriedhof, Peter-Nonnenmühlen-Allee.
Sie wurde 1972 errichtet und unter Nr. P 020 am 15. November 2012 in die Denkmalliste der Stadt Mönchengladbach eingetragen.

## Lage
Die Grabstätte der Familie Heinemann liegt auf dem südlichen Teil des städtischen Hauptfriedhofs (A, 02, 0031 und 0032) unweit des Hochkreuzes.

## Beschreibung
Für die Grabstätte der Familie Heinemann hat der Mönchengladbacher Bildhauer Klaus Iserlohe 1972 einen Grabstein entworfen und bildhauerisch gestaltet.
Als Material hat Iserlohe – aufgrund familiärer Beziehungen – die rote Varietät des Buntsandstein aus Kordel in der Eifel (Voltziensandstein/Oberer Buntsandstein/Trias) verwendet.
Der umlaufende Rand der ca. 20–25 cm starken Steinplatte ist grob gespitzt, die Ansichtsfläche zeigt in mehreren Ebenen geschliffene Flächen, die sich stufenartig gegeneinander versetzen. Mittig ist eine hochrechteckige, durch horizontale Bänder differenzierte Fläche aufgelegt. Wechselweise stehen durch horizontale Linien strukturierte Streifen vertieft liegenden Streifen gegenüber. Letztere tragen Namen und Lebensdaten der Verstorbenen; der Familienname schließt die Fläche nach oben ab. Das untere, geschliffene Drittel des Steins verjüngt sich leicht konisch nach oben, um dann breiter werdend und ansteigend in einen halbrunden, in der Mitte stufig versetzt abschließenden Bogen überzugehen. Diese obere, unterlegte Ebene zeigt ebenfalls horizontal ausgerichtete, aber breitere Streifen, die jeweils grafische Symbole – einen Vollkreis, außenseitig gerahmt von einem Halbkreis – tragen.
Die Inschrift lautet:
HEINEMANN
ALICE
GEB.
BRAUN-FRIDERICI
- 4.7.1910

† 3.6.1970
PAUL
- 30.4.1903

† 7.11.1972
Iserlohe hat seine bildhauerischen Arbeiten grafisch aufgefasst und umgesetzt. Dies zeigt sich z. B. sehr ausdrucksstark an den Grabplatten der Aachener Bischöfe Pohlschneider und Hemmerle oder an der Altartafel des Altars in der Klosterkirche Neuwerk. 
Trotz leichter plastischer Binnendifferenzierungen wirkt der Grabstein durch seine ausgeprägte grafische Gestaltung eher zweidimensional. Das Grabdenkmal nimmt sich der christlichen Thematik des Lebensbaums an und setzt sie abstrahierend in die Bildhauerei um. Die hochrechteckig aufgelegte Fläche steht für den Stamm des Baumes mit seiner strukturierten Rinde. Die zurückliegende und die sich nach oben rundende Fläche stehen für sein Laubwerk, für Äste und Blätter. Durch die unmittelbare Verbindung des Stammes mit den Namen werden die Verstorbenen theologisch eng in die Symbolik eingebunden; sie sind im Leben wie im Tode dem Lebensbaum eingeschrieben.
Der Grabstein ist gut erhalten.
Das Objekt ist bedeutend
1. für die Geschichte des Menschen,
2. für Städte und Siedlungen.
An seiner Erhaltung und Nutzung besteht ein öffentliches Interesse aus
1. künstlerischen Gründen (seltenes Beispiel einer profanen Bildhauerarbeit des überregional arbeitenden Künstlers Klaus Iserlohe; herausragende gestalterische Qualität als Grabstein, besonders im Vergleich zur zeitgleich verbreiteten Massenware auf dem Friedhof; dreidimensional-grafische Umsetzung des christlichen Themas Leben / Sterben / Auferstehung)
2. ortsgeschichtlichen Gründen (Werk des Bildhauers Klaus Iserlohe; Grabstein der Familie Heinemann).